# グリーンランドの旗
グリーンランドの旗（グリーンランドのはた、Flag of Greenland）は、エルファラソープト（グリーンランド語 Erfalasorput、われわれの旗）と呼ばれ、氷の大地からのぼる朝日（あるいは落日）を表している。赤は太陽、白は氷山・氷塊を象徴する。この2色はデンマークの国旗に使われる色で、これにならったものとされる。1985年に公募で地元のデザイナーであるトゥエ・クリスチャンセン (Thue Christiansen) による案が採用されたもの。